# Qitaihe
Qitaihe is een stadsprefectuur in de noordelijke provincie Heilongjiang, Volksrepubliek China.